# タワーヒル駅
タワーヒル駅（タワーヒルえき、英語: Tower Hill station）は、ロンドン都心部のタワーハムレッツ区タワー・ヒルにある ロンドン地下鉄の駅である。
世界遺産ロンドン塔の最寄駅で、ロンドン塔の裏側にある。

## 概要
この駅はトラベルカード・ゾーン1内にある地下駅である。サークル線とディストリクト線が発着する。
この駅は少し西にあった同名の駅（建設当初はマーク・レーン駅）を移設したものである。建設の際には、ロンドン地下鉄の黎明期に廃止されたタワー・オブ・ロンドン駅（ロンドン塔駅）の遺構を再利用している。
この駅は現在改装工事が行われているが、完成は2007年9月の予定から大幅に遅れている。

## 周辺
世界遺産でもあるロンドン屈指の観光地であるロンドン塔に近い。また、現在シティ・オブ・ロンドンとなっている地域を囲むロンドン・ウォールの最も大きな遺構のひとつと駅の出入口は数mしか離れていない。 
近隣にはタワー・ゲートウェイ駅とフェンチャーチ・ストリート駅がある。 

## 日中の運転間隔
日中のダイヤはおおむね以下の通りである。本数は1時間あたりの発着数。
- サークル線
  - 6本：東行き列車 アルドゲイト経由ハマースミス行き
  - 6本：西行き列車 エンバンクメント経由エッジウェア・ロード行き
- ディストリクト線
  - 12本：東行き列車 アップミンスター行き
  - 6本：西行き列車 イーリング・ブロードウェイ行き
  - 6本：西行き列車 リッチモンド（英語版）行き
  - 6本：西行き列車 ウィンブルドン行き

## バス路線
ロンドンバスの15系統とヘリテージルートの15H、ナイトバスのN15系統が当駅を経由する。

## 隣の駅
ロンドン交通局
ロンドン地下鉄
■サークル線
モニュメント駅 - タワー・ヒル駅 - アルドゲイト駅
■ディストリクト線
本線
モニュメント駅 - タワー・ヒル駅 - アルドゲイト・イースト駅